# Jarnuty (województwo mazowieckie)
Jarnuty – wieś sołecka w Polsce położona w województwie mazowieckim, w powiecie ostrołęckim, w gminie Czerwin.
Wierni Kościoła rzymskokatolickiego należą do parafii Trójcy Przenajświętszej w Czerwinie lub do parafii św. Bartłomieja Apostoła w Troszynie.

## Historia
W latach 1921–1939 wieś leżała w województwie białostockim, w powiecie ostrołęckim, w gminie Czerwin.
Według Powszechnego Spisu Ludności z 1921 roku wieś zamieszkiwało 309 osoby, 289 było wyznania rzymskokatolickiego, 4 prawosławnego, 4 ewangelickiego a 13 mojżeszowego. Jednocześnie 306 mieszkańców zadeklarowało polską przynależność narodową a 4 żydowską. Było tu 50 budynków mieszkalnych. Miejscowość należała do parafii rzymskokatolickiej w m. Czerwin. Podlegała pod Sąd Grodzki w Ostrołęce i Okręgowy w Łomży; właściwy urząd pocztowy mieścił się w m. Czerwin.
Przed II wojną światową była to wieś wzorcowa w powiecie ostrołęckim, gdzie wprowadzono nowoczesne metody gospodarki rolnej pod kierunkiem powiatowego instruktora. Malowano płoty i stawiano sławojki, jak to zalecał premier Felicjan Sławoj Składkowski. Zbudowano dużą murowaną szkołę dla dzieci z okolicznych wsi, a duży ogród szkolny służył za przykład uprawy warzyw, krzewów i drzew owocowych.
W wyniku agresji niemieckiej we wrześniu 1939 wieś znalazła się pod okupacją niemiecką. Od 1939 do wyzwolenia w 1945 włączona w skład Generalnego Gubernatorstwa.
Tutaj - w powiązaniu ze szkołą podstawową zorganizowano na wysiedleniu tajne nauczanie na poziomie gimnazjalnym i licealnym pod kryptonimem GOLESIN. Obecnie - dla upamiętnienia tamtych lat szkoła nosi imię profesora Jana Radomskiego - organizatora i dyrektora GOLESINA.
W latach 1954–1959 wieś należała i była siedzibą władz gromady Jarnuty, po jej zniesieniu w gromadzie Czerwin. W latach 1975–1998 miejscowość administracyjnie należała do województwa ostrołęckiego.